# Montgomerys körtlar

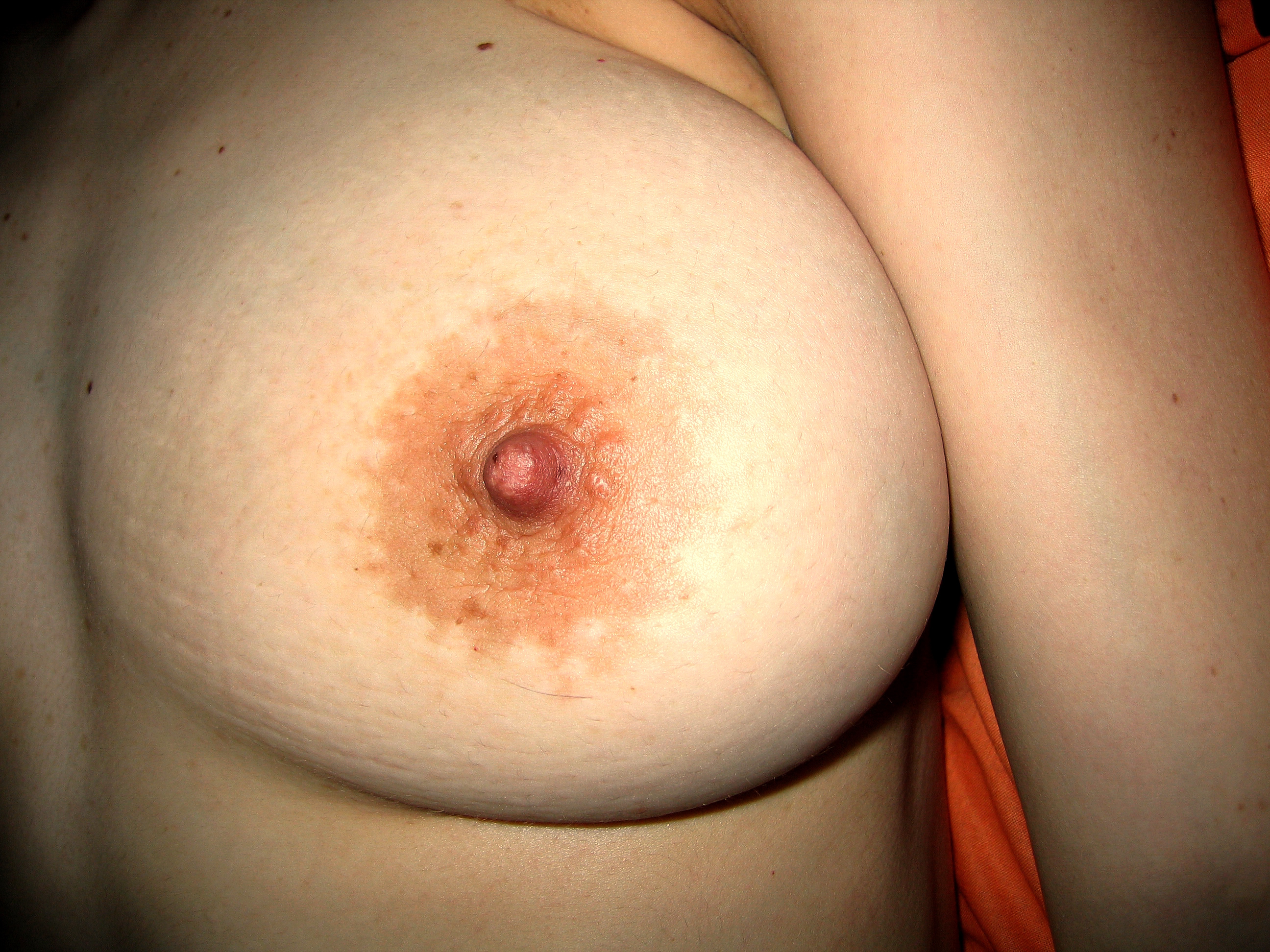
Montgomerys körtlar är de upphöjningar som syns på bröstvårtan.

Montgomerys körtlar finns på vårtgården, och kan se ut som millimeterstora upphöjningar, vilka gör en del vårtgårdar knottriga. Montgomerys körtlar är en särskild sorts talgkörtlar som bara finns på vårtgårdarna. Vårtgårdens talg förhindrar både uttorkning av vårtgårdarna (som andra talgkörtlar) och fungerar bakteriedödande.
Körtlarna är av samma slag som de exocyta körtlar som kan finns vid mungipan och könsorganen, Fordycefläckar, och ögonlocken, Meibomska körtlarna. Dessa körtlar kan bli talgfyllda och därmed utstående med ett gulvitt innehåll som kan synas under en tunn hinna av hud. Vid bland annat graviditet blir Montgomerys körtlar större till följd av höjda värden av östrogen, och de skiljer sig därmed kraftigt från andra talgkörtlar som reagerar på testosteron. Körtlarna kan inflammeras, och verkar då röda och lätt ömmande, men avviker i utseendet från inflammerade talgkörtlar eftersom de senare inte är upphöjda. Det är oklart om män har Montgomerys körtlar.